# Joseph D. Taylor
Pour les articles homonymes, voir Joseph Taylor.
Joseph D. Taylor (Comté de Belmont, 7 novembre 1830 - Cambridge (Ohio), 19 septembre 1899) est un homme politique américain.